# Geoffroi Ier de Bretagne
Geoffroi Ier dit Bérenger  (mort en 1008), fils de Conan Ier, comte de Rennes et duc de Bretagne, et d'Ermengarde, fille de Geoffroy Ier d'Anjou, fut comte de Rennes et duc de Bretagne de 992 à 1008.

## Biographie
À la mort de son père Conan Ier en 992, Geoffroi Ier est l'héritier du « duché de Bretagne » c'est-à-dire en réalité du comté de Rennes, du Vannetais et d'une grande partie de la Domnomée bretonne. Il reste un personnage mal connu et il est le seul duc dont on ne possède aucun acte.
Après avoir vaincu en 994 le jeune comte Judicaël de Nantes, il oblige ce dernier à venir lui rendre hommage vers 1000. Pour assurer son pouvoir sur le Nantais, après les morts simultanées en 1004 de l’évêque Hervé à Blois et du comte Judicaël, Geoffroi fait élire un chevalier rennais comme nouvel évêque de Nantes : Gauthier II (1004-1041).
Face à la menace que représente le comté d'Anjou Geoffroi ne bénéficie plus de l'appui du nouveau comte de Blois Eudes II dont les centres d'intérêt se sont déplacés vers l'Est. Afin de s'assurer de bonnes relations avec le puissant Richard II de Normandie il demande et obtient pour femme Havoise ou Hadvise la sœur du duc « très belle de corps et très recommandable par l'honnêteté de sa conduite ». Plus tard afin de renforcer leur alliance, Richard II lui fait demander comme épouse sa sœur, Judith de Bretagne. Comme son père avant lui, Geoffroi est un bienfaiteur de l'abbaye du Mont-Saint-Michel à laquelle il manifeste sa « liberalitas » en accordant des revenus aux moines de Saint-Méloir-des-Ondes et Saint-Benoît-des-Ondes.
Voulant restaurer les monastères il demande à Gauzlin de Fleury abbé de Saint-Benoît-sur-Loire et futur archevêque de Bourges de lui envoyer un religieux apte à accomplir cette tache. L'abbé confie la mission à un moine breton nommé Félix qui arrive en Bretagne en 1008. Lorsque le duc veut entreprendre un pèlerinage à Rome et éventuellement au Saint-Sépulcre, il recommande alors Félix à son épouse et à ses deux fils.
Sur le chemin de l'Italie, Geoffroi Ier passe par Paris où il aurait rendu l'hommage à Robert le Pieux et où il confie à la nouvelle abbaye Saint-Magloire  la mission de relever le monastère celtique de Léhon sur la Rance.
Geoffroi Ier meurt le 20 novembre 1008 en revenant de son pèlerinage sur le tombeau des apôtres. La mort du duc Geoffroi et les révoltes qui lui font suite sont évoquées dans le poème Ar Falc'hon (c.-à-d. le faucon) repris dans le Barzaz Breizh. Comme son père Geoffroi est inhumé dans la chapelle Saint-Martin de l'abbaye du Mont-Saint-Michel.

### Mariage et descendance
Geoffroi Ier épouse vers 996 Havoise de Normandie, fille de Richard Ier de Normandie. De cette union naquirent :
1. Adèle (née vers 996-1008, morte en 1067), première abbesse de Saint-Georges de Rennes en 1032 ;
2. Alain III duc de Bretagne à la mort de son père  en 1008 ;
3. Eudon (né vers 1005), comte de Penthièvre et régent de Bretagne au nom de son neveu mineur Conan II.